# 마차 타고 고래고래
"마차 타고 고래고래"는 2017년에 개봉한 대한민국의 영화이다. 안재석이 감독하고 조한선 등이 주연으로 출연하였고 김명규 등이 제작에 참여하였다.
<이탈리아 횡단밴드>(2010)를 리메이크한 작품이다.

## 캐스팅

### 주연
- 한지상 : 민우 역
- 조한선 : 호빈 역
- 김신의 : 영민 역
- 김재범 : 병태 역
- 박효주 : 혜경 역

### 조연
- 양예승 : 민숙 역
- 윤경호 : 현우 역
- 린지 : 제인 역
- 김명규 : 김 CP 역
- 박한근 : 불량고딩 (형상) 역
- 김연재 : 싣당준잉 할매 역
- 이상옥 : 시골 아낙 역
- 차지수 : 예식장 주인 역
- 정휘 : 고딩밴드 키보디스트 역
- 박지혜 : 고딩밴드 베이시스트 역
- 임영준 : 고딩밴드 드러머 역
- 정애화 : 민우 모 역
- 장용복 : 민우 장인 (민숙 부) 역
- 류문선 : 민우 장모 (민숙 모) 역
- 김호연 : 주례 역
- 김리예 : 민숙 친구 1 역
- 김은해 : 민숙 친구 2 역
- 천소라 : 민숙 친구 3 역
- 조주현 : 민숙 친구 4 역
- 채시연 : 교문앞 예쁜여고생 역
- 임현철 : 버스기사 역
- 박설화 : 스쿠터 여 역
- 이지연 : 미술관 여 1 역
- 장유주 : 미술관 여 2 역
- 류정준 : 병원 남 1 역
- 강희욱 : 병원 남 2 역
- 손승국 : 카페 남 역
- 장진주 : 카페 여 역
- 김현수 : 취객 1 역
- 정철희 : 취객 2 역
- 마정석 : 기자 1 역
- 백재호 : 기자 2 역
- 김상석 : 기자 3 역
- 신병훈 : 현우 동료 역
- 최민성 : 연출부 막내 역
- 최민철 : 현우 매니저 역
- 하덕부 : 카메라맨 역 (우정출연)
- 유태웅 : 모터사이클남 역 (우정출연)
- 오유나 : 의사 역 (우정출연)
- 조진웅[2] : 서 기자 역 (특별출연)
- 지대한 : 관리인 역 (특별출연)
- 몽니 : 홍대버스커 역 (특별출연)

## 스태프
- 각색: 김명규
- 각색: 최경희
- 각색: 윤경호
- 원작자: 로코 파팔레오
- 투자총괄: 장학균
- 프로듀서: 신병훈
- 프로듀서: 신병훈
- 제작이사: 유재형
- 제작실장: 백재호
- 제작부장: 김상석
- 제작부장: 마정석
- 제작부장: 이연수
- 제작부: 강희욱
- 제작부: 최민철
- 제작부: 유창호
- 제작지원: 유상현
- 제작회계: 이지희
- 제작투자: 양범준
- 투자관리: 김성은
- 공동제작: 최진
- 촬영부: 하승우
- 촬영부: 설인석
- 촬영부: 조진희
- 촬영부: 김연주
- 촬영부: 김문준
- 촬영부: 차효빈
- 촬영부: 김상우
- 촬영부: 한정희
- 촬영부: 정윤진
- 촬영부: 조강식
- 촬영부: 정연현
- 촬영부: 이경호
- 조명: 이종석
- 조명부: 한민재
- 조명부: 이순재
- 조명부: 이정훈
- 조명부: 김덕인
- 조명부: 김기웅
- 조명부: 김현진
- 조명부: 송경민
- 그립: 김태영
- 조연출: 최봉석
- 연출부: 권훈
- 연출부: 고정수
- 연출부: 최민성
- 스크립터: 최은애
- 동시녹음: 최민호
- 음향: 이윤경
- 음향: 서동준
- 음향편집: 최영남
- 음향편집: 이강욱
- 음향편집: 우지운
- 음향효과: 이민섭
- 음향효과: 박인보
- 음향효과: 홍준호
- 음향효과: 정성권
- 음향효과: 최완규
- 붐오퍼레이터: 김은주
- 믹싱: 이성준
- 사운드: 이성준
- 음악지원: 오형석
- 음악지원: 유동준
- 음악지원: 공태우
- 음악지원: 이인경
- 음악지원: 정훈태
- 음악지원: 박지윤
- 음악지원: 안복진
- 작곡: 김신의
- 작곡: 공태우
- 작곡: 신승익
- 작곡: 한훈식
- 작곡: 박지윤
- 노래: 한지상
- 노래: 김재범
- 노래: 김신의
- 미술: 신현숙
- 미술팀: 이은지
- 미술팀: 박영희
- 무대제작: 백시원
- 무대제작: 고현범
- 미술팀장: 전은진
- 특수효과: 김광수
- 시각효과: 양일석
- 시각효과: 백상훈
- 시각효과: 박성대
- 시각효과: 박시환
- 시각효과: 윤형구
- 시각효과: 김병래
- 시각효과: 김석중
- 시각효과: 김경모
- 시각효과: 민준호
- 시각효과: 김교식
- 시각효과: 박미지
- 시각효과: 송은경
- 시각효과: 박선정
- 시각효과: 문정식
- 시각효과: 유해미
- 시각효과: 오지연
- 시각효과: 김예진
- 시각효과: 김미정
- 시각효과: 유현정
- 시각효과: 김지연
- 시각효과: 박병민
- 시각효과: 박은정
- 시각효과: 이동건
- 시각효과: 박원봉
- 시각효과: 양안우
- 시각효과: 박철홍
- 시각효과: 한연지
- 시각효과: 장효선
- 시각효과: 임한송
- 시각효과: 박상환
- 시각효과: 전소미
- 시각효과: 김종희
- 시각효과: 김성운
- 시각효과: 이우만
- 시각효과: 박종담
- 시각효과: 강경구
- 시각효과: 남현욱
- 시각효과: 강우균
- 시각효과: 김기빈
- 시각효과: 노유승
- 시각효과: 서현경
- 시각효과: 조지혜
- 시각효과: 최준하
- 시각효과: 최혜정
- 시각효과: 오주환
- 시각효과: 장윤영
- 시각효과: 명정희
- 시각효과: 서정아
- 시각효과: 김슬지
- 타이틀: 윤세희
- 분장: 임주현
- 분장팀: 박윤실
- 분장팀: 장혜진
- 분장팀: 장영아
- 의상: 임주현
- 현장편집: 정혜경
- 현장편집: 최경희
- 편집보: 우희정
- 마케팅책임: 조상돈
- 광고디자인: 이관용
- 광고디자인: 우민혁
- 광고디자인: 연다솔
- 광고디자인: 장승민
- 디지털색보정: 김열회
- 스토리보드: 이규희
- 스토리보드: 박현주
- B카메라: 김용석
- 그립팀: 고상준
- 지미집: 신진우
- 슈팅카: 우금호
- 촬영장비: 이석용
- 데이터매니저: 진승우
- 조명탑차: 마성훈
- 발전차: 고일봉
- 의상팀: 윤진선
- 의상팀: 홍두리
- 특수효과팀장: 박재상
- 카스턴트: 임현철
- 스튜디오매니저: 남혜선
- 스튜디오매니저: 최영미
- 디지털색보정: 이해상
- 디지털색보정: 서민부
- 디지털색보정: 김지민
- 디지털색보정: 현덕연
- 디지털색보정: 김원학
- 캐스팅지원: 신재연
- 캐스팅지원: 이문영
- 동물: 이용수
- 마차제작: 이민우
- 의료지원: 정철의
- 의료지원: 주성완
- 의료지원: 성지세
- 촬영버스: 김영환
- 판권구매: 김시내
- 국내배급판권총괄: 김강록
- 국내배급판권책임: 이성주
- 전략/홍보총괄: 문지환
- 전략/홍보책임: 권슬기
- 투자관리책임: 임수미
- 투자관리지원: 최혜란
- 공연사업팀장: 전지영
- 프로젝트 매니저: 안지현
- 프로젝트 매니저: 황예은
- 프로젝트 매니저: 이지은
- 홍보 매니저: 박혜진
- 디자이너: 최소연
- 경영지원부장: 조혜경
- 배급총괄: 김기선
- 마케팅홍보: 김영심
- 마케팅홍보: 손효정
- 마케팅홍보: 박민
- 마케팅홍보: 김소진
- 마케팅홍보: 정화영
- 마케팅홍보: 이다은
- 온라인마케팅: 이중현
- 온라인마케팅: 유병주
- 온라인마케팅: 김명진
- 온라인마케팅: 조아라
- 온라인마케팅: 김고은
- 온라인디자인: 구수연
- 온라인디자인: 김세진
- 현장사진: 김윤희
- 현장사진: 최준석
- 예고편: 이채훈
- 예고편: 도승현
- 매니저부문: 신원수
- 매니저부문: 이동훈
- 매니저부문: 김병열
- 매니저부문: 김영일
- 매니저부문: 조은진
- 매니저부문: 김신우
- 매니저부문: 문찬훈
- 매니저부문: 이명연
- 매니저부문: 유주영
- 매니저부문: 임재훈
- 매니저부문: 최진
- 매니저부문: 박지수
- 매니저부문: 배상진
- 매니저부문: 이소영
- 매니저부문: 김현석
- 매니저부문: 이주열
- 매니저부문: 정재우
- 매니저부문: 신사동 호랭이
- 매니저부문: 정우경
- 매니저부문: 김옥수
- 메이킹: 김준호
- 메이킹: 정해성
- 보조출연: 이종민
- 보조출연: 배한성
- 보험: 장영재